# شین هممینک
شین هممینک (انگلیسی: Shane Hammink؛ زادهٔ ۲۲ ژوئیهٔ ۱۹۹۴) بازیکن بسکتبال اهل ایالات متحده آمریکا است.